# Harpacticus arcticus
Harpacticus arcticus is een eenoogkreeftjessoort uit de familie van de Harpacticidae. De wetenschappelijke naam van de soort is voor het eerst geldig gepubliceerd in 1884 door Poppe.